# Vårtfruktduva
Vårtfruktduva (Ptilinopus granulifrons) är en fågel i familjen duvor inom ordningen duvfåglar.

## Utseende och läte
Vårtfruktduvan är en medelstor (20–24 cm) trädlevande duva. Fjäderdräkten är övervägande grön med guldgul anstrykning, dock grå på huvud samt i fläckar på skapularer och inre vingtäckare. På buken syns en gulkantad lila fläck och på undergump och undre stjärttäckare är den ljusgul. På huvudet syns en utstickande vårtartad knopp som gett arten dess namn. Hanen har gulaktig näbb, honan grönaktig. Lätet har inte beskrivits.

## Utbredning och systematik
Fågeln är endemisk för ön Obi i nordcentrala Moluckerna. Den behandlas som monotypisk, det vill säga att den inte delas in i några underarter.

## Status och hot
Vårtfruktduva har en liten världspopulation bestående av uppskattningsvis endast 2 500–10 000 vuxna individer. Den tros också minska i antal till följd av habitatförlust. Den är därför upptagen på internationella naturvårdsunionen IUCN:s röda lista över hotade arter, kategoriserad som sårbar (VU).